# هاروكي نيشيمورا
هاروكي نيشيمورا (باليابانية: 西村 陽毅) (مواليد 31 مايو 1987)، هو لاعب كرة قدم كان يلعب كمدافع.

## وصلات خارجية
- هاروكي نيشيمورا على موقع قاعدة بيانات كرة القدم.إي يو (الإنجليزية)
- هاروكي نيشيمورا على موقع Soccerway.com (الإنجليزية)
- هاروكي نيشيمورا على موقع عالم كرة القدم.نت (الإنجليزية)